# Шизоїдна акцентуація
Шизоїдна акцентуація — вид характерного сприйняття фізичної особи, який характеризується замкненістю індивіда, його відгородженістю від інших людей. Шизоїдним людям бракує інтуїції та вміння співпереживати. Вони важко встановлюють емоційні контакти. Мають стабільні та постійні інтереси, небагатослівні. Внутрішній світ майже завжди закритий для інших і заповнений захопленнями і фантазіями, які призначені тільки для «потішання» самого себе. Можуть проявляти схильність до вживання алкоголю, що ніколи не супроводжується відчуттям ейфорії.  

## Шизоїдна акцентуація як фактор детермінації протиправної поведінки
Психічними аномаліями, зокрема, особливостям їх криміногенності, з давнім часів приділялася значна увага, насамперед з боку психологів: Личко, Антонян, Александров, Бородін, Голіна, Гульдан та інші. Значна увага з боку професіоналів спричинена багатофункціональністю цього дослідження. Попри недостатні прогреси у даній сфері, залишається багато питань, що вимагають розгляду.
Під час шизоїдно-інтропсихічних розладів активно досліджені зростання злочинів, вчинених особами, психічний стан яких характеризується як граничний між осудністю та неосудністю. За даними кримінальних експертиз щодо даних осіб, криміногенність щодо неосудності даних індивідів є на доволі високому рівні.
За характеристикою Леонгарда, шизоїдна акцентуація завжди формується на основі посилення ступеня фактичної риси індивіда. Серед криміногенних випадків особливу увагу приділяють особам, що мають нестійку, інертно-імпульсну, гіпертимну і демонстративну акцентуацію шизоїдного типу. 
Найчастіше даними фізичними особами вчинено такі злочини, як зґвалтування, садизм, вбивство (особи з епілептоїдною психопатією або олігофренією - в контексті шизоїдного розладу). Педофілія характерна лише особам-шизоїдам з нестійкою і астенічною психопатією. Ефебофілія - для шизоїдно-істероїдного типу (на фоні сексуальних інверсій). Особи з астенічними і психоастенічними розладами беруть участь здебільшого у групових зґвалтуваннях і не можуть вчинити його самостійно. 
Серед нормованої правопорушної поведінки можна визначити психози, шахрайство (здебільшого у лабільних шизоїдів.)

## Підвиди акцентуації щодо фрустраційних викликів
За прихованої акцентуації особливості задатків або здібностей "згладжуються" правильним вихованням, акцентуація не проявляється в зовнішній поведінці, а коли особистість зазнає певних труднощів, ознаки її можуть посилитися. За явної акцентуації особливості особистості проявляються в тих ситуаціях, коли на неї діють подразнювальні чинники. За особливо несприятливих обставин може відбутися деформація особистості, що нагадує психопатію, яку називають патохарактерологічним розвитком. Тотальна деформація, яка призводить до порушення соціальної поведінки людини (можливості працювати або мати сім'ю), є проявом психопатії.
Розглядаючи акцентуації характеру як крайні варіанти норми, Леонгард запропонував класифікацію, в якій виокремив чотири акцентуації характеру і шість акцентуацій темпераменту (Т). Ця класифікація охоплює:
- 1) демонстративний (істероїдний) (X) тип, якому властиві прагнення бути в центрі уваги, для чого людина використовує будь-які засоби, не надто переймаючись їх доречністю. Особам цього типу притаманні висока здатність до витіснення і залежність від соціального оточення, навіюваність;
- 2) педантичний (понадпунктуальний) (X) тип схильний довго переживати дрібні образи, надавати надважливого значення незначним подіям. Дотримується стандартів поведінки, традиційний, обмежено креативний і надвідповідальний;
- 3) застрягаючий (X) тип має труднощі з переходом від одного стану до іншого, а найвираженіша його риса - формування надцінних ідей, яким він надає виняткового значення і заради яких готовий жертвувати життям інших людей і власним. Такі люди схильні довго фіксувати увагу на невідреагованих почуттях образи, ненависті, провини;
- 4) збудливий (некерований, епілептоїдний) (X) тип не контролює свої потяги, висловлювання і поведінку, схильний несподівано вибухати, відповідати неадекватно сильною реакцією на незначний подразник, пам'ятати образи і мстити через великий проміжок часу;
- 5) гіпертимний (Т) тип завжди перебуває у піднесеному настрої, прагне бурхливої діяльності, у зв'язку з чим не завжди уважний до оточення і погано контролює власний стан. Дитина-гіпертим, прокидаючись, починає усміхатися. Позитивне ставлення до світу у представників цього типу не завжди зумовлене об'єктивними досягненнями;
- 6) дистимічний (Т) тип характеризується пригніченим настроєм, фіксується на негативі. Прокидаючись, частіше починає плакати, а в дорослому віці рідко усвідомлює і визнає світлі сторони життя, викликаючи в оточення неадекватне почуття провини; через це має не дуже високий статус у групі (зануд ніхто не любить);
- 7) тривожно-боязкий (Т) тип схильний до страхів, переживає тривогу навіть через нескладні життєві завдання;
- 8) циклотимічний (Т) тип, об'єднуючи вади дистимічного і тривожно-боязкого, схильний до зміни високого тонусу пригніченим станом. У разі патологічного розвитку особистості у нього виявляється маніакально-депресивний психоз;
- 9) емотивний (Т) тип живе почуттями, проходячи весь діапазон емоційних станів, легко заражаючись настроєм інших людей і відчуваючи вплив творів мистецтва;
- 10) афективно-екзальтований (Т) тип, для якого характерні вразливість, схильність ілюзорним світом замінювати реальність.

Усі типи зумовлені значно вираженою акцентуацією, за невеликих її значень вони можуть бути корисними. Так, демонстративна (істероїдна) акцентуація є необхідною передумовою будь-якої публічної професії, шизоїдна сприяє творчому мисленню і продукуванню оригінальних рішень, параноїдна - цілеспрямованості поведінки.
Ця типологія не повністю відповідає вимогам наукової класифікації. К. Леонгард прагнув позначити лише ті риси характеру, які спричинюють у людей проблеми в житті.
У даній таблиці показано зіставлення даного типу відносно різних класифікацій за Хатуейем, Леонгардом та Личко відповідно. Відсутні дані активно доповнюються сучасними психологами.
| №  | С. Хатуей, Дж. Маккінлі (ММРІ) | Леонгард         | А. Личко           |
| 1  | Іпохондрія                     | -                | Астеноневро-тичний |
| 2  | Депресія                       | Дистимічний      | -                  |
| 3  | Істерія                        | Демонстративний  | Істероідний        |
| 4  | Психопатія                     | -                | Нестійкий          |
| 5  | Жіночість                      | -                | -                  |
| 6  | Паранояльність                 | "Застрягаючий "  | -                  |
| 7  | Психастенія                    | Педантичний      | Психастенічний     |
| 8  | Шизоїдність                    | -                | Шизоїдний          |
| 9  | Гіпоманія                      | Гіпертимний      | Гіпертимний        |
| 10 | Інтроверсія                    | -                | -                  |
| 11 | -                              | Збудливий        | Епілептоїдний      |
| 12 | -                              | Тривожно-боязкий | Сенситивний        |

## Психологічні та емоційні особливості
Найбільш істотною рисою даного типу вважається замкнутість, відгородженість від навколишнього, нездатність або небажання налагоджувати контакти, зниження потреби в спілкуванні.
- Поєднання суперечливих рис в особистості й поведінці - холодності й витонченої чутливості, упертості й піддатливості, настороженості й легковір’я, апатичної бездіяльності й напористої цілеспрямованості, нетовариськості й несподіваної настирливості, сором’язливості й безтактності, надмірних прихильностей і невмотивованої антипатії, раціональних міркувань і нелогічних вчинків, багатства внутрішнього світу й безбарвності його зовнішніх проявів - усе це змушує говорити про відсутність “внутрішньої єдності”. Г. Аспергер звернув увагу на нестачу інтуїції як на головну рису цього типу характеру. Під інтуїцією тут варто розуміти насамперед користування неусвідомленим минулим досвідом.

- Домінуючі риси. Стрижнева характеристика даного типу характеру - відхід у себе (підвищена інтровертованість) з глибокою нездатністю до встановлення значущих, емоційних міжособистісних відносин. Замкнутість - їх основна особистісна риса.

- Особливості спілкування. їх не можна назвати зовсім беземоційними - холодність і неприступність у спілкуванні з людьми може поєднуватися із сильною прив’язаністю до тварин. Їх може відрізняти пристрасна захопленість якою-небудь негуманітарною наукою, наприклад, математикою або астрономією, де вони спроможні подарувати світові творчі ідеї високої цінності. У висловлюваннях може звучати несподівана теплота до людей, яких вони мало знають або дуже давно не бачили.

- Особливості поведінки в конфліктах. У підлітків цього типу найбільш істотною рисою є замкнутість, вони нерідко демонструють зовнішню байдужність до інших людей, відсутність до них інтересу.

- Конфліктогеніситуації: зміна усталених стереотипів, звичок поведінки, які склалися; необхідність налагоджувати неформальні контакти з оточенням, навіть з близькими людьми; необхідність задушевної розмови; необхідність керувати іншими людьми; необхідність виконання інтелектуальної роботи за заздалегідь спланованими схемами і правилами; групова і колективна діяльність; вторгнення сторонніх людей у його внутрішній світ.

- Сфера інтересів найбільш цікава професійна діяльність. їм властива зачарованість неживими об’єктами і метафізичними конструкціями, які привернули їхній інтерес. Характерна часта захопленість різними філософіями, ідеями удосконалення світу, схемами побудови здорового способу життя (за рахунок незвичайних дієт, спортивних занять), особливо якщо для цього не треба безпосередньо мати справу з іншими людьми. Захоплення нерідко відзначаються незвичайністю, силою і стійкістю. Найчастіше це інтелектуально-естетичні хобі. Більшість шизоїдних підлітків любить книги, вони поглинають їх запоєм, читанню віддають перевагу перед усіма іншими розвагами.

Вибір для читання може бути строго вибірковим - тільки певна епоха з історії, тільки певний жанр літератури, певний напрям у філософії і т. п. Взагалі в інтелектуально-естетичних хобі вражає примхливість вибору предмета. У сучасних підлітків це можуть бути захоплення санскритом, китайськими ієрогліфами, давньоєврейською мовою, змальовуванням порталів соборів і церков, генеалогією дому Романових, органною музикою, зіставленням конституцій різних держав і різних часів тощо. Усе це ніколи не робиться напоказ, а тільки для себе. Захопленнями діляться, якщо зустрічають щирий інтерес. Часто притаюють їх, боячись нерозуміння і глузувань. При менш високому рівні інтелекту й естетичних домагань справа може обмежитися менш вишуканими, але не менш дивними предметами захоплень.
На другому місці стоять хобі мануально-тілесного типу. Незграбність, незручність, негармонійність моторики, нерідко приписувана шизоїдам, зустрічається далеко не завжди, а завзяте прагнення до тілесного вдосконалення може згладити ці недоліки. Систематичні заняття гімнастикою, плавання, велосипед, вправи йогів поєднуються зазвичай з відсутністю інтересу до колективних спортивних ігор. Місце групових захоплень можуть займати самотні багатогодинні піші чи велосипедні прогулянки. Деяким шизоїдам добре даються тонкі ручні навички - гра на музичних інструментах, прикладне мистецтво - усе це також може скласти предмет захоплень.
У навчанні може бути здібним і навіть талановитим, але вимагає індивідуального підходу, тому що відрізняється особливим баченням світу, своєю, оригінальною точкою зору на звичайні предмети і явища; може займатися багато, але не систематично, тому що йому важко дотримуватися загальноприйнятих вимог, які ще й не відповідають ним самим придуманим схемам; при оцінці педагогом суті результатів роботи, а не формального дотримання обов’язкових правил, може виявляти свій талант, тому що здатний вирішувати завдання різними оригінальними способами; у противному разі інтерес до предмета падає. Із шизоїдів виходять гарні раціоналізатори, винахідники, науковці, теоретики.
- Самооцінка. Самооцінка шизоїдів відзначається констатацією того, що пов’язане із замкнутістю, самітністю, труднощами контактів, нерозумінням з боку навколишніх. Ставлення до інших проблем оцінюється набагато гірше. Суперечливості своєї поведінки вони зазвичай не помічають або не надають їм значення. Люблять підкреслювати свою незалежність і самостійність.

## Критерій діагностики інверсії шизоїдного типу (за Гнатівом)
Короткий список діагностики щодо будь-яких шизоїдних інверсій для загального розвитку. Заборонено проводити дану діагностику щодо потенційного шизоїда без присутності професійного психотерапевта та/або психосоаналітика та/або невролога! 
- Відсутність афіліативності
- Емоційна холодність
- Перехід в стан апатії за відсутності афективних чинників
- Знижена здатність до експлозивних почуттів
- Знижена здатність до гніву на афіліативному рівні
- Зовнішня байдужість до похвальної фрустрації
- Зовнішня байдужість (або фіктивна) до критики на афіліативному рівні
- Відсутність цікавості до сексуального досвіду з партнером
- Відсутність цікавості до мастурбаційного задоволення
- Несприйняття мастурбаційного задоволення (лише експансивний підвид)
- Небажання до афіліативного фону без вагомих підстав.
- Послаблена лабільність
- Ненависть до соціуму на фоні імпресивного сприйняття
- Позитивне ставлення до алкоголю та наркотиків (на етапі дослідження)
- Головна потреба в особистій безпеці
- Захисна реакція на фрустрацію: інтрапсихічне психосоматичне переопрацювання

## Психоаналітичні особливості
До психоаналітичних особливостей індивідів з шизоїдними розладами належить, насамперед, аналіз фрустраційного фону після соматичного переопрацювання (не лише захисний механізм). До експансивного виду даної інверсії можливо додати посилення сприйняття "першого "я"" та послаблення сприйняття "третього его" (за класифікацією Гнатіва) - на фоні відсутності психоаналітичних здібностей об'єктивно оцінювати поведінкове самосприйняття. 
При інтрапсихічних конфліктах та припадках (олігофренна шизоїдність) психоаналітичною особливістю є посилений аналіз власних проблем - на основі префіксальної ригідності (тільки під час емоційних інверсіях).
За аналітичними сприйняттями шизоїди варто визначити тензійний тип (за Личко): циклотимний, або циклоїдний, тип особистості , відрізняється хвилеподібною зміною настрою і поведінки. Радісна подія пробуджує спрагу діяльності, народжує яскраві емоції, породжує балакучість. Сум призводить до смутку і пригніченості, до уповільнення реакції і загальмованості, до млявості і безініціативності. Порушення і гальмування змінюються багаторазово, або хвилями певної частоти. На фоні циклоїдності може бути присутня різка зміна стану гіпертензіального сприйняття на гіпотонзіальне (факт на стадії розвитку - Гнатів).
Інші типи аналітично-емоційних типів (за Ганнушкіним):
- демонстративний
- педантичний
- застрягаючий
- збудливий
- гіпертимний
- дістимний
- екзальтований ;
- тривожно-боязкий ;
- емотивний ;
- екстравертований
- інтровертований .

## Психосоматичні особливості
Психосоматичні особливості зустрічаються досить рідко, частіше окремі шизоїдні риси приєднуються до психоаналітичних особливостей. Статистика свідчить про те, що у представників чоловічої статі соматичний фон набагато стабільніший, ніж у жінок. До  активних особливостей соматичного типу особистості належать такі (за Личко):
- відсутність довірчих відносин з людьми;
- ігнорування усталених суспільних норм;
- прагнення до усамітнення у всіх видах діяльності;
- низький інтерес до протилежної статі;
- знижена реакція на критику і похвалу;
- нездатність до прояву яскравих почуттів і емоцій;
- емоційна відчуженість і холодність;
- зниження здатності отримувати задоволення.

## Основні причини
Генетичні інверсії ранній вплив довкілля, нейробіологія та психологічні й соціальні процеси; деякі легкі наркотики і ліки, що відпускаються за рецептом, можуть викликати або посилювати симптоми. 
Поєднання генетичних і екологічних факторів відіграє певну роль у розвитку шизоїдності.

### Генетична
Оцінки успадкованості захворювання варіюють через труднощі розділення впливів генетики і навколишнього середовища. У шизоїдних розладах виявлено багато спільного між генетикою шизофренії та біполярного розладу. Припускаючи, спадкову основу, постає одне питання з точки зору еволюційної психології: чому виникли гени, котрі підвищують ймовірність розвитку психозу, припускаючи, що захворювання має бути непристосованим з еволюційної точки зору. 

### Зловживання психоактивними та лікувальними речовинами
Було виявлено зв'язок багатьох препаратів з розвитком шизоїдності, зокрема таких як канабіс, кокаїн і амфетамін. 
Канабіс пов'язаний із дозозалежним збільшенням ризику розвитку психотичного розладу. Хоча загалом він не вважається причиною хвороби. Основна причина даної деменції серед зловживанням психоактивними речовинами - амфетамін (рідше) та антибіотики проти бронхіальних та алергенних розладів (частіше)

## Різновиди шизоїдної акцентуації
Саме поняття акцентуації застосовується для позначення особливих яскраво виражених, загострених рис особистості, які зберігаються у людини протягом усього життя. Подібні особистісні особливості не виходять за рамки клінічної норми, але при наявності несприятливих умов можуть перейти в патологічний стан. Шизофренік характеру, як і будь-яка інша акцентуація, не є психічним розладом, а відноситься по МКБ-10 до проблем, пов'язаних зі складнощами підтримки нормального способу життя. Однак, наявність у людини шизоїдні особистісних рис може стати підставою для розвитку шизоїдного розладу.

### Сензитивний тип
Сензитивним шизоїдам важко сприймати негативні емоції. Діяльність таких індивідів може частково (або повністю) перериватися під впливом зовнішніх фрустрацій. Реакції на внутрішні фрустрації сензитивних шизоїдів досліджуються. За Ананьєвим, сензитивні шизоїди є порівняно стійкими шизоїдами на фоні підвладних інверсій.

### Експансивний тип
Експансивному шизоїдові складно завоювати симпатії оточуючих, це люди з поганим характером, жорстокі, безсердечні, нездатні до співпереживання, абсолютно байдужі до життів інших людей. Такий тип людини у відносинах проявляє холодність, рішучість, вимогливу принциповість, поводиться сухо, офіційно. Він не особливо зважає на думку оточуючих, не схильний коливатися і сумніватися при ухваленні рішень. Однак під маскою зарозумілості ховається невпевненість у власних силах, незадоволеність і вразливість. У критичних ситуаціях люди експансивно-шизоїдного типу схильні до імпульсивних вчинків, гнівних спалахів, буйної поведінки, іноді навіть до прояву маячних переживань. У спілкуванні така людина часто впадає в тривалі міркування, втручається не в свою справу, роздає поради наліво і направо, так як погано почуває межі моралі і завжди на перший план ставить своє «Я». Крайній ступінь експансивної шизоїдности проявляється деспотичними нахилами.

## Зовнішній вигляд і манера поведінки
Такі люди зазвичай не дружать з модою, тому одягаються не так, як всі, використовують дивні поєднання в одязі. Зовнішній вигляд зазвичай позбавлений гармонії і сповнений парадоксальних поєднань. Рухи, міміка здаються неприродними, вимушеними. Поведінка виглядає схематичним, неемоційним, такі люди вирізняються з-поміж тих, що оточують, вони немов зберігають невидиму перепону між собою і зовнішнім світом. Як правило, вони володіють високим інтелектом, що сприяє творчому розвитку. Люди з шизоїдні характером стають відмінними вченими, програмістами, конструкторами, інженерами, філософами. На керівних посадах такі люди приймають рішення без урахування людського фактора, вони нездатні до поблажливості і співчуття. Особливо деспотичними і безжальними є керівники з експансивно-шизоїдною акцентуацією характеру. Високий інтелект може сприяти розвитку різного роду збочень. Шизоїди відрізняються вузьким колом захоплень та інтересів.

## Прояв у дитинстві
Ознаки шизоїдного типу характеру дають про себе знати набагато раніше, ніж акцентуації інших видів. З перших років життя маленький чоловічок намагається усамітнитися в іграх, його не цікавлять інші діти, він вважає за краще тихі, спокійні заняття гучним активним забавам. Така дитина уникає однолітків, більше любить перебувати в суспільстві дорослих, причому він не намагається звернути на себе увагу, а, навпаки, може довго і тихо сидіти, слухаючи дорослі розмови. Маленький шизоїд дуже стриманий в прояві емоцій і почуттів навіть по відношенню до найближчих людей. Дитяча холодність і замкнутість компенсується високим рівнем інтелектуального розвитку. Дитину цікавлять філософські, абстрактні питання, у нього рано виявляють здібності до логіки і математики. Причиною утворення шизоїдні рис у дитини може стати нездатність матері в перші місяці його життя дарувати тепло, відчувати, розуміти і приймати власне чадо. До формування шизоїдної акцентуації також може привести наявність протиріч, подвійних послань в спілкуванні з батьками, по типу «Стій тут - йди туди», коли слова і жести не відповідають один одному.

## Особливості в підлітковому віці
Шизоїдна акцентуація приносить людині найбільшу кількість проблем саме в підлітковому віці. У цей період велике значення має потреба приналежності до групи, спілкування з іншими підлітками, а шизоїдному дитині найскладніше вдається якраз контакт з навколишнім світом. Головною цінністю для нього є власна унікальність, найбільший страх - загубитися в зовнішньому світі. В душі такий підліток дуже хоче бути прийнятим суспільством і в той же час найбільше боїться вийти зі своєї шкаралупи. Звичне і настільки улюблене їм досі самотність починає його обтяжувати, усталена картина світу руйнується. Йому складно поступитися своєю унікальністю, почати наслідувати іншим, щоб бути прийнятим оточенням. У шизоїдного підлітка ніколи не буває багато друзів, та й дружить він тільки з тими, хто здатний поважати його особистий простір. Труднощі виникають і при контакті з протилежною статтю, так як шизоїд намагається уникати тілесних контактів, він також погано переносить різкі звуки і запахи. Важливо у відносинах з таким підлітком враховувати його унікальність, намагатися зрозуміти його прагнення і мотиви, підтримувати тягу до творчості, поважати його індивідуальність і право на особистий простір.

## Психометричні дослідження осіб
У даній таблиці показано дослідження протиправної деформації осіб експансивного(1) та сензитивного(0) типів. Як бачимо, результати - очевидні.
На даній гістограмі показано розвиток шизоїдальних інверсій відповідно до віку за шкалою від 10 до 100 (дослідження проведено Карпаком та Гнатівом)
Дана гістограма ілюструє рівень сексуальні інверсій в експасивних шизоїдів: 0 - гебофілія 1 - ворарефілія (перший порядок) 2 - педофілія 3 - ефебофілія 4 - трансвертизм 5 - аутоеротизм

## Класифікація акцентуацій (за Личко)

### Гіпертимний тип
Гіпертимний (надактивний) тип акцентуації виражається в постійному підвищеному настрої і життєвому тонусі, нестримній активності і жадобі до їжі та спілкування, в тенденції розкидатися і не доводити почате до кінця. Люди з гіпертимною акцентуацією характеру не переносять одноманітної обстановки, монотонної праці, різких кольорів, самотності та обмеженості контактів, неробства. Не можуть собі дозволити сидіти без діла. Тим не менше, їх відрізняє енергійність, активна життєва позиція, комунікабельність, а гарний настрій мало залежить від обстановки. Люди з гіпертимною акцентуацією легко змінюють свої захоплення, люблять ризик.

### Циклоїдний тип
При циклоїдному типі акцентуації характеру спостерігається наявність двох фаз — фази гіпертимності і фази субдепресії. Вони не виражаються різко, звичайно короткочасні (1-2 тижні) і можуть перемежовуватися тривалими перервами. Людина з циклоїдною акцентуацією переживає циклічні зміни настрою, коли пригніченість змінюється підвищеним настроєм. При спаді настрою такі люди виявляють підвищену чутливість до докорів, погано переносять публічні приниження. Однак вони ініціативні, життєрадісні і товариські. Їх захоплення носять нестійкий характер, в період спаду проявляється схильність закидати справи. Сексуальне життя сильно залежить від підйому і спаду їх загального стану. У підвищеній, гіпертимній фазі такі люди вкрай схожі на гіпертимів.

### Лабільний
Лабільний тип акцентуації має вкрай виражену мінливість настрою. Люди з лабільною акцентуацією мають багату чуттєву сферу, вони дуже чутливі до знаків уваги. Слабка їх сторона проявляється при емоційному відкиданні з боку близьких людей, втраті близьких і розлуки з тими, до кого вони прив'язані. Такі індивіди демонструють товариськість, добродушність, щиру прихильність і соціальну чуйність. Цікавляться спілкуванням, тягнуться до своїх однолітків, задовольняються роллю опікуваного.

### Астено-невротичний
Астено-невротичний тип характеризується підвищеною стомлюваністю і дратівливістю. Астено-невротичні люди схильні до іпохондрії, у них висока стомлюваність при змагальній діяльності. У них можуть спостерігатися раптові афективні спалахи з незначного приводу, емоційний зрив в разі усвідомлення нездійсненності намічених планів. Вони акуратні і дисципліновані.

### Сенситивний
Люди з сенситивним типом акцентуації дуже вразливі, характеризуються почуттям власної неповноцінності, боязкістю, сором'язливістю. Часто в підлітковому віці стають об'єктами насмішок. Вони легко здатні виявляти доброту, спокій і взаємодопомогу. Їхні інтереси лежать в інтелектуально-естетичної сфері, їм важливо соціальне визнання.

### Психастенічний
Психастенічний тип визначає схильність до самоаналізу і рефлексії. Психастеніки часто вагаються при прийнятті рішень і не переносять високих вимог і тягаря відповідальності за себе й інших. Такі суб'єкти демонструють акуратність і розсудливість, характерною рисою для них є самокритичність та надійність. У них зазвичай рівний настрій без різких змін. У сексі вони часто побоюються зробити помилку, але в цілому їх статеве життя проходить без особливостей.

### Епілептоїдний
Епілептоїдний тип акцентуації характеризується збудливістю, напруженістю і авторитарністю індивіда. Людина з даним видом акцентуації схильна до періодів злобно-тужливого настрою, роздратування з афективними вибухами, пошуку об'єктів для зняття злості. Дріб'язкова акуратність, скрупульозність, допитливе дотримання всіх правил, навіть на шкоду справі, допікають оточуючих, педантизм зазвичай розглядається як компенсація власної інертності. Вони не переносять непокори собі і матеріальних втрат. Втім, вони ретельні, уважні до свого здоров'я і пунктуальні. Прагнуть до домінування над однолітками. У інтимно-особистісній сфері у них яскраво виявляються ревнощі. Часті випадки алкогольного сп'яніння з виявом гніву і агресії.

### Істероїдний
У людей з істероїдним типом яскраво виражений егоцентризм і жага бути в центрі уваги. Вони слабо переносять удари по егоцентризму, відчувають страх викриття і боязнь бути осміяними, а також схильні до суїциду. Для них характерні завзятість, ініціативність, комунікабельність та активна позиція. Вони обирають найпопулярніші захоплення, які легко міняють на ходу.

### Нестійкий
Нестійкий тип акцентуації характеру визначає лінь, небажання вести трудову чи навчальну діяльність. Дані люди мають яскраво виражену тягу до розваг, дозвільного проведення часу, неробства. Їх ідеал — залишитися без стороннього контролю і бути наданими самим собі. Вони товариські, відкриті, послужливі. Дуже багато говорять. Секс для них виступає джерелом розваги, сексуальне життя починається рано, почуття любові їм часто незнайоме. Схильні до вживання алкоголю й наркотиків.

### Конформний
Конформний тип характеризується конформністю до оточення, такі люди прагнуть «думати, як усі». Вони не переносять різких змін, зламу життєвого стереотипу, позбавлення звичного оточення. Їх сприйняття вкрай ригідне і сильно обмежене їх очікуваннями. Люди з таким типом акцентуації доброзичливі, дисципліновані і неконфліктні. Їх захоплення і сексуальне життя визначаються соціальним оточенням. Шкідливі звички залежать від ставлення до них у найближчому соціальному колі, на яке вони орієнтуються при формуванні своїх цінностей.

## Класифікація акцентуацій за Леонгардом
Леонгард виділив дванадцять типів акцентуації. За своїм походженням вони мають різну локалізацію.
До темпераменту, як природного утворення, Леонгардом були віднесені типи:
- гіпертимний (Г) — бажання діяльності, гонитва за переживаннями, оптимізм, орієнтованість на удачу, авантюризм
- дистимний (Дс) — загальмованість, підкреслення етичних сторін, переживання і побоювання, орієнтованість на невдачі
- афективно-лабільний — взаємна компенсація рис, орієнтованість на різні еталони
- афективно-екзальтований — наснага, піднесені почуття, уведення емоцій в культ
- тривожний (Т) — боязкість, покірність
- емотивний (Е) — м'ягкосердечність, боязливість, співчутливість

До характеру, як соціально-зумовленого утворення, він відніс типи:
- демонстративний (Дм) — самовпевненість, пихатість, хвастощі, брехня, лестощі, орієнтованість на власне Я як на еталон
- педантичний (П) — нерішучість, сумлінність, іпохондрія, страх невідповідності Я ідеалам
- застрягаючий (Зс) — підозрілість, образливість, марнославство, перехід від підйому до розпачу
- збудливий (Зб) — запальність, владність, педантизм, орієнтованість на інстинкти

До особистісного рівню були віднесені типи:
- екстравертований
- інтровертований
- амбіверт